# Barbus boboi
Barbus boboi is een  straalvinnige vissensoort uit de familie van eigenlijke karpers (Cyprinidae). De wetenschappelijke naam van de soort is voor het eerst geldig gepubliceerd in 1942 door Schultz.
De soort staat op de Rode Lijst van de IUCN als Kritiek, beoordelingsjaar 2006.